# ميخائيل كيلي (سياسي)
ميخائيل كيلي (بالإنجليزية: Michael Kelly)‏ هو سياسي بريطاني، ولد في 1940. حزبياً، نشط في حزب العمال. وقد انتخب عضو المجلس المحلي ‏.